# Pentasteria
Pentasteria is een geslacht van uitgestorven kamsterren die leefden van het Jura tot het Vroeg-Krijt.

## Beschrijving
Deze kamsterren hadden een lichaam met vijf slanke armen en een kleine centrale schijf, waarvan de bovenkant werd ingenomen door kleine plaatjes. De erdoorheen schijnende grotere plaatjes waren een deel van de mond. Stevige plaatjes vormden langs de omtrek een brede, goed waarneembare zoom. De normale diameter bedroeg ongeveer tien centimeter.

## Leefwijze
Soorten uit dit geslacht leefden op zandbodems, waar ze zich waarschijnlijk gedeeltelijk ingroeven.

## Soorten
- Pentasteria boisteli
- Pentasteria elegans
- Pentasteria gataui
- Pentasteria liasica
- Pentasteria longispina
- Pentasteria recta
- Pentasteria tithonica